# Marie-Joséphine-Louise de Montaut-Navailles
Marie-Joséphine-Louise, duchesse de Gontaut (Paris, 3 août 1773 - Paris, 7 avril 1862), est une noble et une gouvernante des Enfants de France pendant la Restauration.

## Biographie

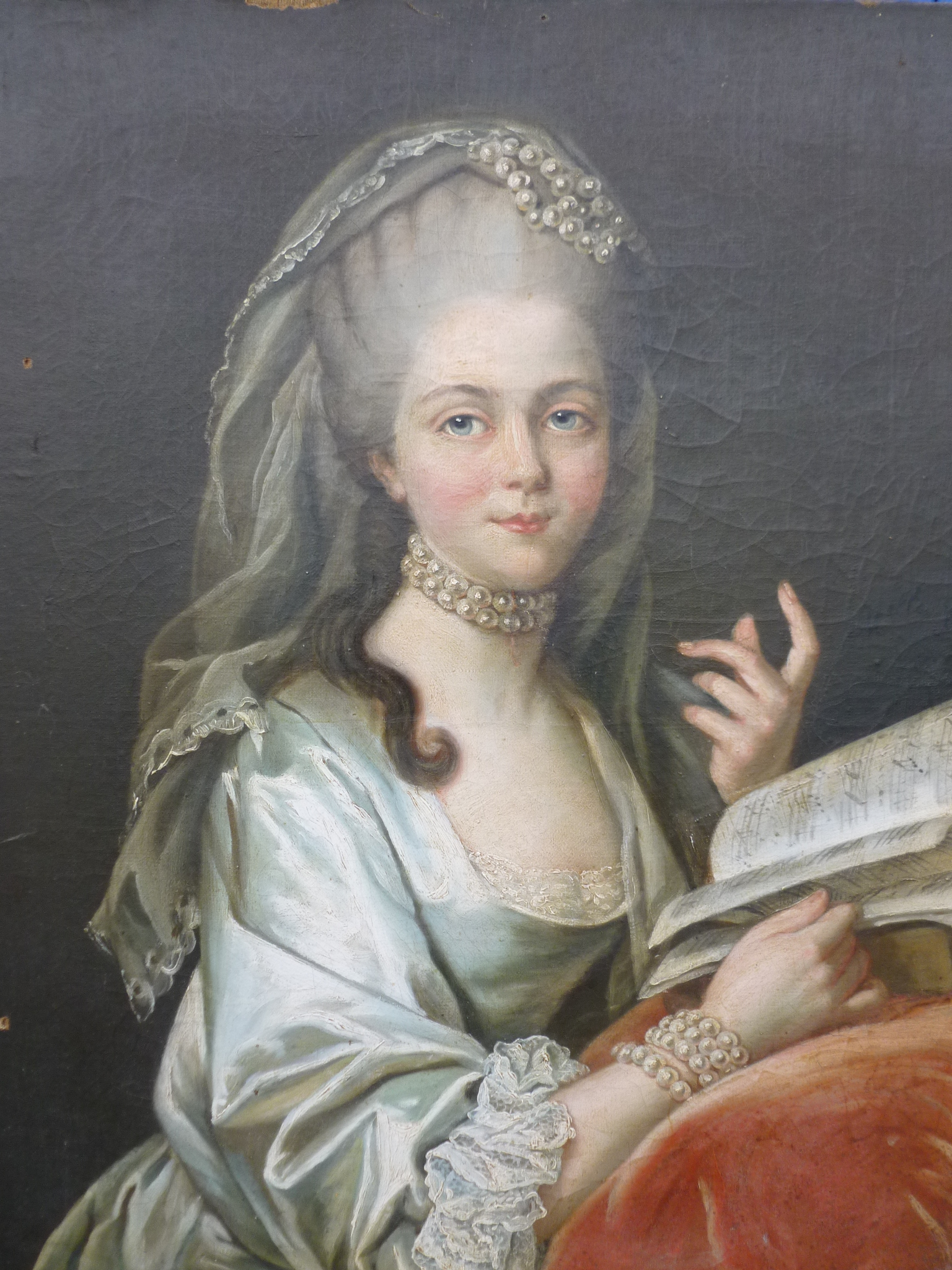
La comtesse de Montaut, mère de la duchesse de Gontaut

Marie-Joséphine-Louise de Montaut-Navailles est la fille d'Augustin François, comte de Montaut-Navailles, brigadier des armées du roi, gentilhomme de la Manche des Enfants de France (futur Louis XVI et ses frères), puis premier veneur de M. le comte de Provence, et de Marie Cécile Simonet de Coulmiers (1757–1814), connue sous le nom de comtesse de Montaut. 
Marie-Joséphine-Louise de Montaut est la nièce de l'abbé François Simonet de Coulmiers, député du clergé de la Prévôté et Vicomté de Paris hors les murs aux états généraux, et de Claude François Simonet de Coulmiers (1752 - 31 mai 1794), fermier général.
Le comte de Provence (futur Louis XVIII) et sa femme la protégent et elle partage les leçons que donnait Madame de Genlis à la famille d'Orléans, avec laquelle sa mère rompt les relations après qu'a éclaté la Révolution.
Elle émigre avec sa mère à Coblence en 1792 et de là, elles partent pour Rotterdam puis, finalement, pour l'Angleterre. Joséphine s'y marie avec Charles Michel de Gontaut-Saint-Blancard (1751-1825), fils cadet d'Armand Alexandre de Gontaut et Françoise Madeleine de Preissac. Elles reviennent en France après la Révolution et, à la Restauration, reprennent leur place à la Cour.
Madame de Gontaut devient dame d'honneur de la duchesse de Berry, Marie-Caroline de Bourbon-Siciles, et, à la naissance du premier enfant de cette dernière, la princesse Louise (future duchesse de Parme), gouvernante des Enfants de France. 

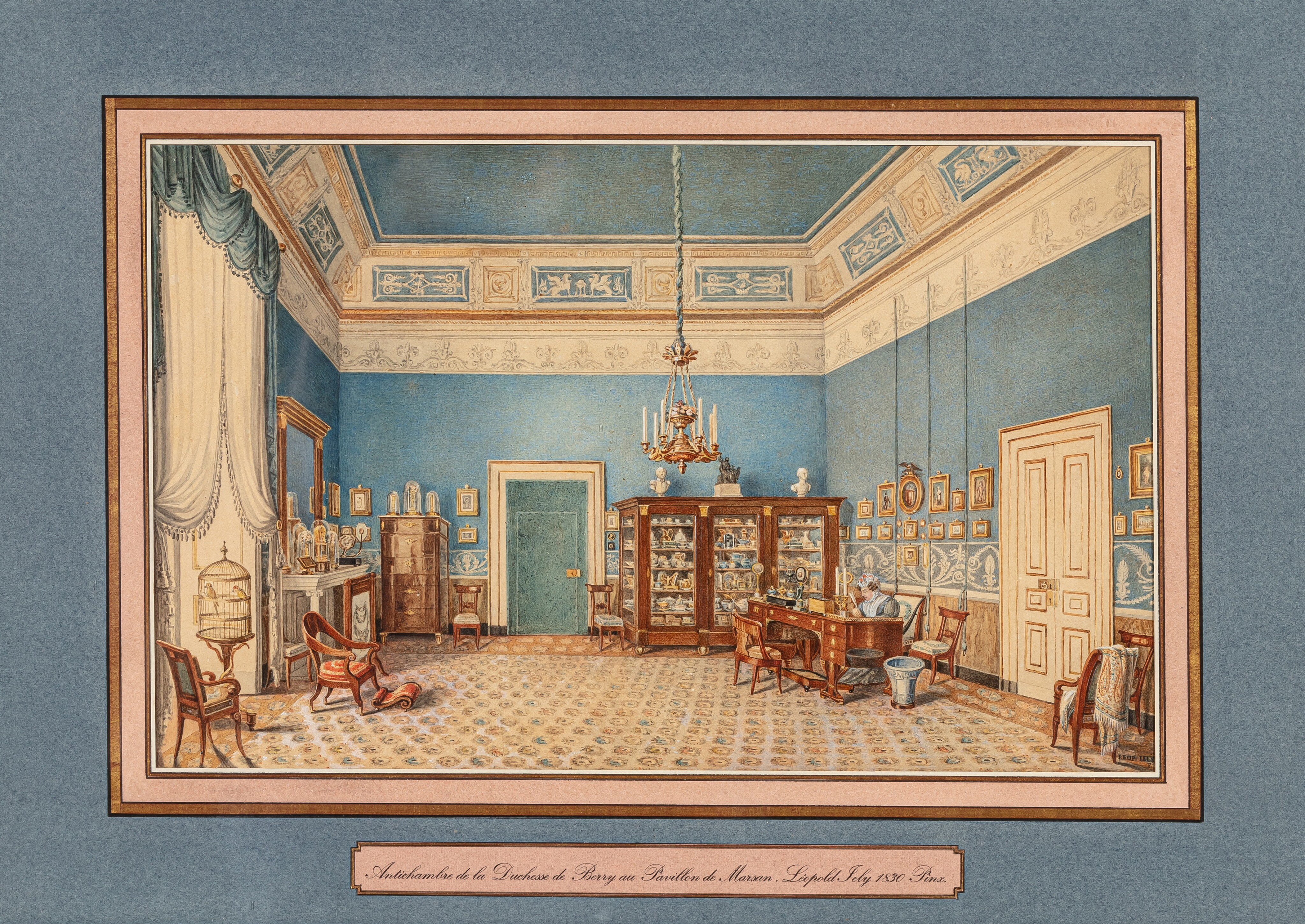
Vue de l'Antichambre de la duchesse de Berry au Pavillon de Marsan, 1830, avec la duchesse de Gontaut assise au bureau

L'année suivante, à la naissance d'Henri, duc de Bordeaux (connu par la suite comme comte de Chambord), on lui confie aussi le soin de l'héritier des Bourbons. 
Elle reste fidèle aux Bourbons toute sa vie. Son mari meurt au début de 1826 et, la même année, une ordonnance du Roi Charles X, le 14 octobre 1826, la créée duchesse de Gontaut.
À la révolution de 1830, elle suit en exil la famille royale, au palais de Holyrood, en Ecosse, puis à Prague, mais en 1834 elle se voit soudainement remerciée par Charles X :  le duc de Blacas, qui dirigeait la Maison du Roi, jugeait dangereuses pour le prince et la princesse ses vues relativement libérales. 
Elle écrivit dans sa vieillesse des mémoires empreints de naïveté, qui jettent un curieux éclairage sur l'état d'esprit d'une gouvernante des enfants de France. Elle meurt à Paris en 1862.

### Du marquis de Saint-Blancard au duc de Gontaut
Charles Michel de Gontaut, maréchal des camps et armées du Roi en 1789, émigre et sert dans l'armée des princes. Rentré en France en 1803, il se tient à l'écart jusqu'à la Restauration, qui le fait lieutenant général et grand-croix de l'ordre royal et militaire de Saint Louis. 
Deux jumelles sont issues de leur union :
- Joséphine Françoise de Gontaut Biron (Londres, 9 octobre 1796 - Paris, 23 mars 1844), mariée à Paris le 19 mai 1817 avec Fernand de Rohan Chabot, prince de Léon, puis 9e duc de Rohan (1789-1869). Dont postérité ;
- Charlotte Sabine Louise Gabrielle de Gontaut Biron (Londres, 9 octobre 1796 - château de Busset, 6 mars 1887), mariée à Paris le 14 juin 1818 avec François Louis Joseph de Bourbon, comte de Busset, pair de France, lieutenant général des armées du Roi, commandeur des ordres de Saint Louis et de la Légion d'honneur (1782-1856)[5]. Dont postérité.